# Gynoplistia tridactyla
Gynoplistia tridactyla là một loài ruồi trong họ Limoniidae. Chúng phân bố ở miền Australasia.